# Гамбаска
Гамба̀ска (на италиански и на пиемонтски: Gambasca) е село и община в Северна Италия, провинция Кунео, регион Пиемонт. Разположено е на 479 m надморска височина. Населението на общината е 409 души (към 2010 г.).